# Ethias Trophy 2010
L'Ethias Trophy 2010 è un torneo professionistico di tennis maschile giocato sul cemento, che faceva parte dell'ATP Challenger Tour 2010. Si è giocato a Mons in Belgio dal 4 all'11 ottobre 2010.

## Partecipanti

### Teste di serie
| Nazionalità | Giocatore       | Ranking* | Testa di serie |
| ----------- | --------------- | -------- | -------------- |
| Belgio      | Xavier Malisse  | 50       | 1              |
| Francia     | Arnaud Clément  | 61       | 2              |
| Belgio      | Olivier Rochus  | 78       | 3              |
| Germania    | Daniel Brands   | 81       | 4              |
| Francia     | Stéphane Robert | 95       | 5              |
| Germania    | Björn Phau      | 101      | 6              |
| Germania    | Andreas Beck    | 116      | 7              |
| Giamaica    | Dustin Brown    | 118      | 8              |

- 1 Ranking al 20 settembre 2010.

### Altri partecipanti
Giocatori che hanno ricevuto una wild card:
- Ruben Bemelmans
- David Goffin
- Christophe Rochus
- Kristof Vliegen

Giocatori passati dalle qualificazioni:
- Brian Battistone
- Adrien Bossel
- Yannick Mertens
- Martin Slanar
- Marc Gicquel (Lucky Loser ha rimpiazzato Xavier Malisse)

## Campioni

### Singolare
Adrian Mannarino ha battuto in finale  Steve Darcis con il punteggio di 7–5, 6–2

### Doppio
Filip Polášek /  Igor Zelenay hanno battuto in finale  Ruben Bemelmans /  Yannick Mertens con il punteggio di 3–6, 6–4, [10–5]